# Polymorphus major
Polymorphus major är en hakmaskart som beskrevs av Lundstrom 1942. Polymorphus major ingår i släktet Polymorphus och familjen Polymorphidae. Inga underarter finns listade i Catalogue of Life.